# Геологія Нідерландів
При формуванні ландшафту Нідерландів важливу роль відігравали особливості геологічної будови. 
Країна знаходиться в межах Північноморської низовини, що включає також частину Бельгії, північної Франції, північно-західної Німеччини, західної Данії і східної Великої Британії. Ці території занурюються, що досягає максимальних масштабів в Нідерландах. Цим пояснюється переважання низьких абсолютних висот на більшій частині країни. 
На формування рельєфу великий вплив справило останнє материкове зледеніння, під час якого на північному сході і в центральній частині Нідерландів нагромаджувалися піщані і галечникові товщі, а на півдні і сході від Ейсселмера в крайовій зоні льодовикового покривала утворилися невисокі напірні морені гряди. 
У той же час за межами області зледеніння (на півдні Нідерландів) швидкі річки Рейн і Маас відклали могутні піщані товщі. Коли рівень моря знижувався, ці річки вимивали більш глибокі русла; при цьому формувалися річкові тераси і невисокі межиріччя, характерні для південних провінцій. По закінченні льодовикового періоду на узбережжі країни утворилися піщані дюни, а за ними – великі мілководні лагуни, які поступово заповнювалися алювіальними і морським відкладеннями; згодом там виникли болота.
Корисні копалини: родовища природного газу, нафти, солі, вугілля.